# Czeka na nas świat (film)
Czeka na nas świat – polski komediodramat z 2006 roku w reżyserii Roberta Krzempka.
Fabularny debiut reżysera na dużym ekranie. Gorzka satyra na bezwzględne stosunki panujące w pokomunistycznej Polsce podczas tzw. transformacji, utrzymana w postaci surrealistycznej groteski z nieodłącznym czarnym humorem.
Film gościł na Europejskim Festiwalu "dokumentART" w Neubrandenburgu w dniach 23-28 września 2006 roku.

## Treść
30-letni Piotruś, niepracujący i niesamodzielny mężczyzna, zamieszkuje kawalerkę na katowickim blokowisku, utrzymywany przez matkę, która dzieli się z nim swoją rentą. Spotyka go nieszczęście, gdy miejscowy listonosz kradnie wypłaty z którymi ucieka, a matka zmuszona jest wyjechać na dłuższy pobyt w sanatorium. Zdany jedynie na siebie, jej syn musi samodzielnie przeżyć cały miesiąc. Wkrótce zaczyna głodować, kiedy zawodzą próby życia na cudzy rachunek (pożyczki od bliskiego kolegi, świadczenie usług erotycznych starszym paniom). Podejmuje próby znalezienia choćby doraźnego zajęcia, ale pozbawiony praktycznych umiejętności i jakichkolwiek kwalifikacji, nie ma żadnych szans na nie. Spotykają go jedynie kolejne upokorzenia, kiedy próbuje żebraniny czy przeszukiwania śmietników, gdyż i te możliwości są już zajęte i zazdrośnie strzeżone. Jeśli nawet z ogromnym trudem udaje mu się zdobyć niewielkie pieniądze, jest rabowany przez miejscowych skinów, nim zdąży się zaopatrzyć w jedzenie. Zdesperowany, chwyta się coraz dziwniejszych zajęć, jakie oferuje żywiołowo rozwijające się życie gospodarcze ówczesnej Polski, by skończyć jako żałosny uczestnik niewybrednych widowisk telewizyjnych dla gawiedzi.

## Obsada
- Sebastian Pawlak – Piotr Nowak
- Jadwiga Lesiak – jego matka
- Bartosz Żukowski – jego kolega „Sproket”
- Elżbieta Okupska – sąsiadka Barbara
- Cezary Żak – bogacz
- Jerzy Trela – właściciel komisu mięsa
- Jerzy Łapiński – urzędnik biura pracy
- Antoni Gryzik – właściciel lombardu
- Jacek Braszczok – skin „Łysy”
- Marek Wit – skin „Siwy”
- Henryk Gołębiewski – śmietnikowy „nurek”
- Jerzy Matula – magazynier w supermarkecie
- Łucja Burzyńska – żebraczka na wózku inwalidzkim
- Rafał Jędrzejczyk – polityk występujący w telewizji
- Tomasz Zaród – interesant w lombardzie

## O filmie
Główną inspiracją powstania scenariusza i realizacji filmu było ignorowanie i normalizowanie licznych absurdów rzeczywistości w III RP. Ponadto, jak przyznał sam twórca, korzystał z artystycznej inspiracji filmami J. Jarmuscha, A. Munka i M. Formana. Scenariusz zwyciężył w polskiej edycji konkursu Hartley-Merrill. W jego pierwotnej wersji główny bohater miał być znacznie starszy, niemal 40-letni.